# Bob Schaffer
Bob Schaffer, właśc. Robert Warren Schaffer (ur. 24 lipca 1962) – amerykański polityk, członek Partii Republikańskiej. Od 1997 do 2003 zasiadał w Izbie Reprezentantów.